# Midskogsskolan
Midskogsskolan (till 1966 Högre tekniska läroverket i Luleå, Tekniska gymnasiet i Luleå) var en gymnasieskola i Luleå. 
Beslut om det treåriga tekniska läroverket togs i maj 1943. Undervisningen skulle bedrivas på en maskinteknisk och en byggnadsteknisk linje, där differentieringen genomfördes från klass III. 
Läroverket förste rektor var Martin Söderman. Skolans personal bestod i övrigt av en skolläkare, en bibliotekarie och åtta ordinarie lärare. I början disponerade läroverket rum i folkskoleseminariet, men 1945 uppfördes en ny skolbyggnad samt ett elevhem i kvarteret Midskogen. En elevkår grundades 1945/46 av de 162 eleverna, och publicerade från 1946 examenstidningen REFLEX Luleåteknisternas tidning.
Läsåret 1948/49 tillkom en elektroteknisk facklinje. Läsåret 1958/59 tillkom verksamhet i Kiruna, så att läroverket omfattade fyra parallella avdelningar i klass I. Under 1960-talet utökades skolan även med avdelningar i Kalix, Malmberget och Piteå. Ingenjörsexamen avlades sista gången år 1968.  
Sedan 1953 fanns det planer på att göra om skolan till ett beredskapssjukhus. Från och med 1957 höll Luleå stads tekniska aftonskola undervisning i läroverkets lokaler. År 1958 blev läroverket en filial till Statens provningsanstalt. 
Under 1950-talet användes parallellt beteckningarna Tekniska gymnasiet och Tekniska läroverket. 1966 bytte skolan huvudman till Luleå kommun och namnet ändrades till Midskogsskolan. Mikael Niemis andra bok, Mitt i skallen! Rapport från en gymnasieskola (1988), handlade om hans tid på Midskogsskolan.

## Kända elever
- Mikael Niemi, författare (gymnasieingenjör, el- och teleteknik, 1979)
- Amanda Lind, kultur- och demokratiminister (Naturvetenskapliga programmet, 1999) [2]